# Krasnystaw
Krasnystaw [krasˈnɨstaf] ist eine polnische Stadt in der Woiwodschaft Lublin im Powiat Krasnystaw. Sie liegt am Fluss Wieprz und hat etwa 19.267 Einwohner (Stand 30. Juni 2015).

## Geschichte
Der Ort wurde auf dem Grund und Boden der altrussischen Burg Schtschekarew errichtet, die zum Fürstentum Halytsch-Wolhynien gehört hatte. 1394 erhielt er Stadtrechte. 1462 tauchte erstmals die Bezeichnung Krasnystaw (deutsch: schöner Teich) auf. Von 1490 bis 1826 war es Sitz der Bischöfe von Chełm. 1525 erhielt man das Stapelrecht für Salz und Honig. Während der Schwedenkriege Mitte des 17. Jahrhunderts wurden das Schloss zerstört und die Stadtmauern geschleift. Mit der Dritten Teilung Polens fiel die Stadt 1795 an Österreich, 1809 bis 1815 gehörte sie zum Herzogtum Warschau, danach bis 1918 zum russischen Kongresspolen. Von 1919 bis 1975 war Krasnystaw Kreisstadt und ist es wieder seit 1999. Nach dem Ersten Weltkrieg hatte die Stadt etwa 10.000 Einwohner, davon ca. 17 % Juden.

## Deutsche Besetzung
Anfang September bombardierte die Luftwaffe den Bahnhof und die Brücke über den Fluss Wieprz. Mitte September 1939 rückte das Heer ein, das im Juni 1944 von der Roten Armee vertrieben wurde. 
Während der deutschen Besetzung Polens wurde zunächst von 1939 bis Oktober 1940 Hartmut Gerstenhauer als Kreishauptmann des Kreises Krasnystaw eingesetzt. Sein Nachfolger war bis Januar 1941 Henning von Winterfeld, von April bis Ende Juni 1941 Claus Peter Volkmann und von Juli 1941 bis Februar 1944 Adolf Schmidt. In der Kreisverwaltung organisierte das Amt für Bevölkerungswesen und Fürsorge die Deportationen der Juden. Das Amt wurde von Herbst 1940 bis 1942 von Justizobersekretär Rudolf Rieger geleitet. Von 1940 bis 1942 befand sich ein Ghetto für 4000 Juden in den Stadtgrenzen, die Insassen wurden später in das Ghetto Izbica verschleppt.
Es existierten verschiedene polnische Widerstandsgruppen. Eine Gruppe von Bataliony Chłopskie unter dem Kommando von Stanisław Sokołowski befreite in der Nacht vom 19. auf den 20. September 1943 etwa 300 Häftlinge aus dem örtlichen Gefängnis. Dort wurden während der Besatzung 395 Gefangene hingerichtet. Im Frühjahr 1944 zerstörten die Widerstandsgruppen 26 deutsche Eisenbahnzüge.

## Gmina
- Die Stadt Krasnystaw bildet eine Stadtgemeinde.
- Die eigenständige Landgemeinde Krasnystaw hat eine Fläche von 151 km². Zu ihr gehören folgende 26 Ortschaften mit einem Schulzenamt.

## Kultur und Sehenswürdigkeiten

### Museen
- Regionalmuseum  mit ethnographischen, historischen, numismatischen, archäologischen und Kunstsammlungen.

### Bauwerke
- Barocke, ehemals jesuitische St.-Franciszek-Ksawery-Kirche mit wertvoller Stuckausstattung und Wandmalereien
- Ehemaliges Jesuitenkolleg vom Anfang des 17. Jahrhunderts
- Bischofspalais aus dem 17. Jahrhundert
- Hl.-Dreifaltigkeitskirche (1837–1839)
- Kloster etwa aus dem Jahre 1826, es diente später als russische Kaserne und nach 1918 als Offiziersschule, 1939–1944 als deutsche Kaserne und heute als Berufsschule

### Regelmäßige Veranstaltungen
In Krasnystaw werden in jedem Jahr, Anfang September, seit 1971 die so genannten Chmielaki (Hopfenfest) gefeiert, eine Art lokales Oktoberfest, bei dem der Bierkonsum eine wichtige Rolle spielt, wofür viele Touristen aus ganz Polen anreisen. Es finden aber auch viele Musik- und Kulturveranstaltungen aus diesem Anlass statt.

## Verkehr
Die Droga krajowa 17, die Landesstraße 17 von Warschau bis zur polnisch-ukrainischen Grenze führt durch Krasnystaw.

## Partnerstädte
- Žatec (Tschechien), seit 1996
- Alvesta (Schweden), seit 1997
- Turijsk (Ukraine), seit 2003
- Horochiw (Ukraine) seit 2004
- Püspökladány (Ungarn)[4]

## Persönlichkeiten
- Kasper Niesiecki (1682–1744), Heraldiker
- Anna Kamieńska (* 1920), Dichterin
- Henryk Bąk (1923–1987), Schauspieler
- Witold Pyrkosz (1926–2017), Schauspieler
- Andrzej Paczkowski (* 1938), Historiker
- Stefan Regmunt (* 1951), römisch-katholischer Theologe
- Krzysztof Żuk (* 1957), Stadtpräsident von Lublin.